# Wiktor Leopoldowitsch Bontsch-Brujewitsch
Wiktor Leopoldowitsch Bontsch-Brujewitsch (russisch Виктор Леопольдович Бонч-Бруевич; * 8. Januar 1923 in Moskau; † 9. April 1987 ebenda) war ein sowjetischer Physiker und Hochschullehrer.

## Leben
Wiktor Bontsch-Brujewitsch war der Sohn von Leopold Leonidowitsch Awerbach und der Ärztin Helena Wladimirowna Bontsch-Brujewitsch (1904–1985).
Nach Beendigung seiner Schulzeit begann Bontsch-Brujewitsch 1941 ein Physikstudium an der Lomonossow-Universität Moskau.
Nachdem die Wehrmacht am 22. Juni 1941 die Sowjetunion überfallen hatte, meldete Bontsch-Brujewitsch sich im Oktober 1941 freiwillig zur Armee.
1942 verwundet, wurde er von Februar 1942 bis Juni 1943 demobilisiert.
Diese Zeit nützte er, um sein Physikstudium fortzusetzen.
Dann kämpfte er bis 1944 weiter an der ukrainischen Front.
1944 nahm er sein Physikstudium wieder auf und schloss es 1947 als Spezialist für Theoretische Physik ab.
Nach dem Studium arbeitete Bontsch-Brujewitsch als wissenschaftlicher Assistent an der Russischen Staatlichen Agraruniversität.
Von 1948 bis 1951 hatte er eine Aspirantur am Institut für Physikalische Chemie Alexander Naumowitsch Frumkin der Russischen Akademie der Wissenschaften.
Er promovierte 1951 bei Fedor Fedorowitsch Wolkenstein (* 10. Dezember 1908; † 2. Februar 1985) mit einer Arbeit zum Thema Электронные состояния атомов и молекул, адсорбированных на поверхности кристалла (deutsch: Elektronische Zustände von an der Kristalloberfläche adsorbierten Atomen und Molekülen).
Von 1951 bis 1955 war er Dozent am Lehrstuhl für Physik beim Moskauer Elektrotechnischen Institut für Fernmeldewesen.
1955 kehrte Bontsch-Brujewitsch als Dozent an den Lehrstuhl für Halbleiterphysik der Moskauer Universität zurück.
Hier habilitierte er sich 1959 mit einer Arbeit zum Thema Исследования по многоэлектронной теории полупроводников (deutsch: Untersuchungen zur Vielteilchentheorie bei Halbleitern) und wurde 1962 zum Professor berufen.

## Forschungsinteressen, Herausgeberschaft, Engagement
Bontsch-Brujewitschs Forschungsinteressen lagen auf den Gebieten der Halbleiterphysik.
Er bemühte sich besonders um die theoretische Beschreibung der optischen Eigenschaften von Halbleitern.
Dabei beschäftigte er sich unter anderem mit dem Bändermodell bei Kristallen, der Vielteilchentheorie, der Rekombinatonstheorie und der Theorie der stark dotierten Halbleiter.
Bontsch-Brujewitsch war Herausgeber mehrerer wissenschaftlicher Zeitschriften, darunter:
- Вестник Московского университета (Moskauer Universitätsbulletin)
- Известия Вузов СССР, Физика (Hochschul-Nachrichten der UdSSR, Physik)
- Physica status solidi (Der physikalische Zustand des Festkörpers)

Außerdem gründete Bontsch-Brujewitsch eine Bibliothek mit Übersetzungen von Büchern der besten ausländischen Wissenschaftler der Festkörperphysik.

## Auszeichnungen
Für seine Teilnahme am Zweiten Weltkrieg erhielt Bontsch-Brujewitsch am 6. April 1985 den Orden des Vaterländischen Krieges II. Klasse.
1979 wurde ihm die Ehrendoktorwürde für Naturwissenschaften der Humboldt-Universität zu Berlin verliehen.
Für seine Untersuchungen zur Instabilität elektrischer Felder in Halbleitern erhielt er 1980 einen Lomonossow-Preis.

## Familie
Bontsch-Brujewitsch stammte väterlicherseits von der jüdischen Familie russisch Авербах ‚Auerbach‘ ab.
Mütterlicherseits stammte er aus der Familie russisch Бонч-Бруевич ‚Bontsch-Brujewitsch‘, die aus dem Großfürstentum Litauen kam.
| Leonid Nikolajewitsch (Leib Isaakowitsch) Awerbach Inhaber einer Reederei an der Wolga | Leonid Nikolajewitsch (Leib Isaakowitsch) Awerbach Inhaber einer Reederei an der Wolga | Leonid Nikolajewitsch (Leib Isaakowitsch) Awerbach Inhaber einer Reederei an der Wolga | Leonid Nikolajewitsch (Leib Isaakowitsch) Awerbach Inhaber einer Reederei an der Wolga | Leonid Nikolajewitsch (Leib Isaakowitsch) Awerbach Inhaber einer Reederei an der Wolga                                       | Leonid Nikolajewitsch (Leib Isaakowitsch) Awerbach Inhaber einer Reederei an der Wolga                                       | | | Sofia Michailowna, geborene Swerdlowa (1882–1951) Schwester von Jakow Michailowitsch Swerdlow                                | Sofia Michailowna, geborene Swerdlowa (1882–1951) Schwester von Jakow Michailowitsch Swerdlow                                | Sofia Michailowna, geborene Swerdlowa (1882–1951) Schwester von Jakow Michailowitsch Swerdlow | Sofia Michailowna, geborene Swerdlowa (1882–1951) Schwester von Jakow Michailowitsch Swerdlow | Sofia Michailowna, geborene Swerdlowa (1882–1951) Schwester von Jakow Michailowitsch Swerdlow | Sofia Michailowna, geborene Swerdlowa (1882–1951) Schwester von Jakow Michailowitsch Swerdlow |  |  | Wladimir Dmitrijewitsch Bontsch-Brujewitsch (* 28. Juni 1873; † 14. Juli 1955) persönlicher Sekretär Lenins | Wladimir Dmitrijewitsch Bontsch-Brujewitsch (* 28. Juni 1873; † 14. Juli 1955) persönlicher Sekretär Lenins | Wladimir Dmitrijewitsch Bontsch-Brujewitsch (* 28. Juni 1873; † 14. Juli 1955) persönlicher Sekretär Lenins | Wladimir Dmitrijewitsch Bontsch-Brujewitsch (* 28. Juni 1873; † 14. Juli 1955) persönlicher Sekretär Lenins | Wladimir Dmitrijewitsch Bontsch-Brujewitsch (* 28. Juni 1873; † 14. Juli 1955) persönlicher Sekretär Lenins | Wladimir Dmitrijewitsch Bontsch-Brujewitsch (* 28. Juni 1873; † 14. Juli 1955) persönlicher Sekretär Lenins |                                                            |                                                            | Vera Michailowna Welitschkina (* 20. September 1868 in Moskau; † 30. September 1918 ebenda) Schriftstellerin, Übersetzerin, Ärztin, Bolschewikin, Parteiführerin, Tochter eines Priesters | Vera Michailowna Welitschkina (* 20. September 1868 in Moskau; † 30. September 1918 ebenda) Schriftstellerin, Übersetzerin, Ärztin, Bolschewikin, Parteiführerin, Tochter eines Priesters | Vera Michailowna Welitschkina (* 20. September 1868 in Moskau; † 30. September 1918 ebenda) Schriftstellerin, Übersetzerin, Ärztin, Bolschewikin, Parteiführerin, Tochter eines Priesters | Vera Michailowna Welitschkina (* 20. September 1868 in Moskau; † 30. September 1918 ebenda) Schriftstellerin, Übersetzerin, Ärztin, Bolschewikin, Parteiführerin, Tochter eines Priesters | Vera Michailowna Welitschkina (* 20. September 1868 in Moskau; † 30. September 1918 ebenda) Schriftstellerin, Übersetzerin, Ärztin, Bolschewikin, Parteiführerin, Tochter eines Priesters | Vera Michailowna Welitschkina (* 20. September 1868 in Moskau; † 30. September 1918 ebenda) Schriftstellerin, Übersetzerin, Ärztin, Bolschewikin, Parteiführerin, Tochter eines Priesters |  |  |  |  |  |  |  |  |  |  |  |  |  |  |  |  |  |  |  |  |  |  |  |  |
| Leonid Nikolajewitsch (Leib Isaakowitsch) Awerbach Inhaber einer Reederei an der Wolga | Leonid Nikolajewitsch (Leib Isaakowitsch) Awerbach Inhaber einer Reederei an der Wolga | Leonid Nikolajewitsch (Leib Isaakowitsch) Awerbach Inhaber einer Reederei an der Wolga | Leonid Nikolajewitsch (Leib Isaakowitsch) Awerbach Inhaber einer Reederei an der Wolga | Leonid Nikolajewitsch (Leib Isaakowitsch) Awerbach Inhaber einer Reederei an der Wolga                                       | Leonid Nikolajewitsch (Leib Isaakowitsch) Awerbach Inhaber einer Reederei an der Wolga                                       | | | Sofia Michailowna, geborene Swerdlowa (1882–1951) Schwester von Jakow Michailowitsch Swerdlow                                | Sofia Michailowna, geborene Swerdlowa (1882–1951) Schwester von Jakow Michailowitsch Swerdlow                                | Sofia Michailowna, geborene Swerdlowa (1882–1951) Schwester von Jakow Michailowitsch Swerdlow | Sofia Michailowna, geborene Swerdlowa (1882–1951) Schwester von Jakow Michailowitsch Swerdlow | Sofia Michailowna, geborene Swerdlowa (1882–1951) Schwester von Jakow Michailowitsch Swerdlow | Sofia Michailowna, geborene Swerdlowa (1882–1951) Schwester von Jakow Michailowitsch Swerdlow |  |  | Wladimir Dmitrijewitsch Bontsch-Brujewitsch (* 28. Juni 1873; † 14. Juli 1955) persönlicher Sekretär Lenins | Wladimir Dmitrijewitsch Bontsch-Brujewitsch (* 28. Juni 1873; † 14. Juli 1955) persönlicher Sekretär Lenins | Wladimir Dmitrijewitsch Bontsch-Brujewitsch (* 28. Juni 1873; † 14. Juli 1955) persönlicher Sekretär Lenins | Wladimir Dmitrijewitsch Bontsch-Brujewitsch (* 28. Juni 1873; † 14. Juli 1955) persönlicher Sekretär Lenins | Wladimir Dmitrijewitsch Bontsch-Brujewitsch (* 28. Juni 1873; † 14. Juli 1955) persönlicher Sekretär Lenins | Wladimir Dmitrijewitsch Bontsch-Brujewitsch (* 28. Juni 1873; † 14. Juli 1955) persönlicher Sekretär Lenins |                                                            |                                                            | Vera Michailowna Welitschkina (* 20. September 1868 in Moskau; † 30. September 1918 ebenda) Schriftstellerin, Übersetzerin, Ärztin, Bolschewikin, Parteiführerin, Tochter eines Priesters | Vera Michailowna Welitschkina (* 20. September 1868 in Moskau; † 30. September 1918 ebenda) Schriftstellerin, Übersetzerin, Ärztin, Bolschewikin, Parteiführerin, Tochter eines Priesters | Vera Michailowna Welitschkina (* 20. September 1868 in Moskau; † 30. September 1918 ebenda) Schriftstellerin, Übersetzerin, Ärztin, Bolschewikin, Parteiführerin, Tochter eines Priesters | Vera Michailowna Welitschkina (* 20. September 1868 in Moskau; † 30. September 1918 ebenda) Schriftstellerin, Übersetzerin, Ärztin, Bolschewikin, Parteiführerin, Tochter eines Priesters | Vera Michailowna Welitschkina (* 20. September 1868 in Moskau; † 30. September 1918 ebenda) Schriftstellerin, Übersetzerin, Ärztin, Bolschewikin, Parteiführerin, Tochter eines Priesters | Vera Michailowna Welitschkina (* 20. September 1868 in Moskau; † 30. September 1918 ebenda) Schriftstellerin, Übersetzerin, Ärztin, Bolschewikin, Parteiführerin, Tochter eines Priesters |  |  |  |  |  |  |  |  |  |  |  |  |  |  |  |  |  |  |  |  |  |  |  |  |
|                                                                                        |                                                                                        |                                                                                        |                                                                                        | | | | | | |                                                                                               |                                                                                               |                                                                                               |                                                                                               |  |  | | | | | | |                                                            |                                                            | | | | | | |  |  |  |  |  |  |  |  |  |  |  |  |  |  |  |  |  |  |  |  |  |  |  |  |
|                                                                                        |                                                                                        |                                                                                        |                                                                                        | Leopold Leonidowitsch Awerbach (* 1903; † 14. August 1937) sowjetischer Literaturkritiker Bruder von Ida Leonidowna Awerbach | Leopold Leonidowitsch Awerbach (* 1903; † 14. August 1937) sowjetischer Literaturkritiker Bruder von Ida Leonidowna Awerbach | Leopold Leonidowitsch Awerbach (* 1903; † 14. August 1937) sowjetischer Literaturkritiker Bruder von Ida Leonidowna Awerbach | Leopold Leonidowitsch Awerbach (* 1903; † 14. August 1937) sowjetischer Literaturkritiker Bruder von Ida Leonidowna Awerbach | Leopold Leonidowitsch Awerbach (* 1903; † 14. August 1937) sowjetischer Literaturkritiker Bruder von Ida Leonidowna Awerbach | Leopold Leonidowitsch Awerbach (* 1903; † 14. August 1937) sowjetischer Literaturkritiker Bruder von Ida Leonidowna Awerbach |                                                                                               |                                                                                               |                                                                                               |                                                                                               |  |  | | | | | Helena Wladimirowna Bontsch-Brujewitsch (1904–1985) Ärztin                                                  | Helena Wladimirowna Bontsch-Brujewitsch (1904–1985) Ärztin                                                  | Helena Wladimirowna Bontsch-Brujewitsch (1904–1985) Ärztin | Helena Wladimirowna Bontsch-Brujewitsch (1904–1985) Ärztin | Helena Wladimirowna Bontsch-Brujewitsch (1904–1985) Ärztin | Helena Wladimirowna Bontsch-Brujewitsch (1904–1985) Ärztin | | | | |  |  |  |  |  |  |  |  |  |  |  |  |  |  |  |  |  |  |  |  |  |  |  |  |
|                                                                                        |                                                                                        |                                                                                        |                                                                                        | Leopold Leonidowitsch Awerbach (* 1903; † 14. August 1937) sowjetischer Literaturkritiker Bruder von Ida Leonidowna Awerbach | Leopold Leonidowitsch Awerbach (* 1903; † 14. August 1937) sowjetischer Literaturkritiker Bruder von Ida Leonidowna Awerbach | Leopold Leonidowitsch Awerbach (* 1903; † 14. August 1937) sowjetischer Literaturkritiker Bruder von Ida Leonidowna Awerbach | Leopold Leonidowitsch Awerbach (* 1903; † 14. August 1937) sowjetischer Literaturkritiker Bruder von Ida Leonidowna Awerbach | Leopold Leonidowitsch Awerbach (* 1903; † 14. August 1937) sowjetischer Literaturkritiker Bruder von Ida Leonidowna Awerbach | Leopold Leonidowitsch Awerbach (* 1903; † 14. August 1937) sowjetischer Literaturkritiker Bruder von Ida Leonidowna Awerbach |                                                                                               |                                                                                               |                                                                                               |                                                                                               |  |  | | | | | Helena Wladimirowna Bontsch-Brujewitsch (1904–1985) Ärztin                                                  | Helena Wladimirowna Bontsch-Brujewitsch (1904–1985) Ärztin                                                  | Helena Wladimirowna Bontsch-Brujewitsch (1904–1985) Ärztin | Helena Wladimirowna Bontsch-Brujewitsch (1904–1985) Ärztin | Helena Wladimirowna Bontsch-Brujewitsch (1904–1985) Ärztin | Helena Wladimirowna Bontsch-Brujewitsch (1904–1985) Ärztin | | | | |  |  |  |  |  |  |  |  |  |  |  |  |  |  |  |  |  |  |  |  |  |  |  |  |
|                                                                                        |                                                                                        |                                                                                        |                                                                                        | | | | | | |                                                                                               |                                                                                               |                                                                                               |                                                                                               |  |  | | | | | | |                                                            |                                                            | | | | | | |  |  |  |  |  |  |  |  |  |  |  |  |  |  |  |  |  |  |  |  |  |  |  |  |
|                                                                                        |                                                                                        |                                                                                        |                                                                                        | | | | | | |                                                                                               |                                                                                               | Wiktor Leopoldowitsch Bontsch-Brujewitsch (1923–1987) Physiker                                |                                                                                               |  |  | | | | | | |                                                            |                                                            | | | | | | |  |  |  |  |  |  |  |  |  |  |  |  |  |  |  |  |  |  |  |  |  |  |  |  |

## Veröffentlichungen
- Метод функций Грина в статистической механике (deutsch: Die Greensche Funktion in der Statistischen Mechanik), Let Me Print, 2013, ISBN 978-5-458-33133-3, russisch und verschiedene Übersetzungen
- Wiktor Leopoldowitsch Bontsch-Brujewitsch, Sergej G. Kalaschnikov (Übersetzt unter wiss. Leitung von Rolf Enderlein): Halbleiterphysik, VEB Deutscher Verlag der Wissenschaften, 1982
- Aufgabensammlung zur Halbleiterphysik, Berlin Akademie-Verlag, 1970, Übersetzer: Konrad Unger